# Eje transversal PE-40 (Perú)
El Eje transversal PE-40 es uno de los veinte eje que forma parte de la red transversal de Red Vial Nacional del Perú. Está conformado por las rutas nacionales PE-40, PE-40 A (ramal). Recorre el departamento de Tacna.

## Rutas
- PE-40: Tacna-frontera con Bolivia y Chile (166.319 Km)
- PE-40 A (ramal): Rosapata-frontera con Bolivia (41.644 Km)